# Guillaume Le Caroff
Pour les articles homonymes, voir Caroff.

Guillaume Le Caroff, né le 22 juillet 1914 à Maël-Carhaix (Côtes-du-Nord) et mort le 30 novembre 1995 à Rostrenen (Côtes-d'Armor), est un homme politique français.

## Biographie
Fils d'un ouvrier agricole ayant réussi à acquérir une petite exploitation, Guillaume Le Caroff s'engage d'abord au sein du Secours rouge dans les années 1930. Mobilisé en 1939 au 68e groupe de reconnaissance de division d'infanterie, prisonnier de guerre jusqu'en décembre 1941, il participe à la Résistance au sein des organisations communistes au début de l'année 1943.
Il n'adhère cependant au PCF que pendant l'été 1944. À la Libération, il est surtout actif dans le syndicalisme agricole, au sein de la confédération générale de l'agriculture, dont il est le secrétaire départemental de 1945 à 1950.
Sur le plan politique, il est élu maire de Kergrist-Moëlou en 1945, puis conseiller général dans le canton de Rostrenen la même année.
Candidat aux législatives sur la liste communiste en 1951, il n'est pas élu du fait du système des apparentements qui prive le PCF de tout siège dans le département.
L'année suivante, il devient permanent du PCF, membre du secrétariat de la fédération communiste départementale.
Tête de la liste communiste en 1956, il est élu député. Battu en 1958, il se présente ensuite comme suppléant de François Leyzour en 1962 et 1967.
N'étant plus permanent du parti, il exerce différents métiers dans le domaine agricole, avant de devenir cadre dans la société coopérative La Pélémoise, de 1961 à 1967.
En 1970, à la suite de l'agrandissement de la commune de Rostrenen, des élections municipales partielles sont organisées. Il prend la tête de la liste de gauche et est élu maire.
Sa défaite aux municipales de 1983 précipite sa retraite politique. En 1985, il ne se représente pas aux cantonales et, sans interrompre son engagement au sein du PCF, est en retrait de la vie publique.

## Détail des fonctions et des mandats
Mandat parlementaire
- 2 janvier 1956 - 8 décembre 1958 : député des Côtes-du-Nord

Mandats locaux
- 1944 - 1970 : maire de Kergrist-Moëlou
- 1945 - 1985 : conseiller général du canton de Rostrenen
- 1970 - 1983 : maire de Rostrenen